# Gynoplistia (Gynoplistia) pallidicosta
Gynoplistia (Gynoplistia) pallidicosta is een tweevleugelige uit de familie steltmuggen (Limoniidae). De soort komt voor in het Australaziatisch gebied.